# Ursula Kurz

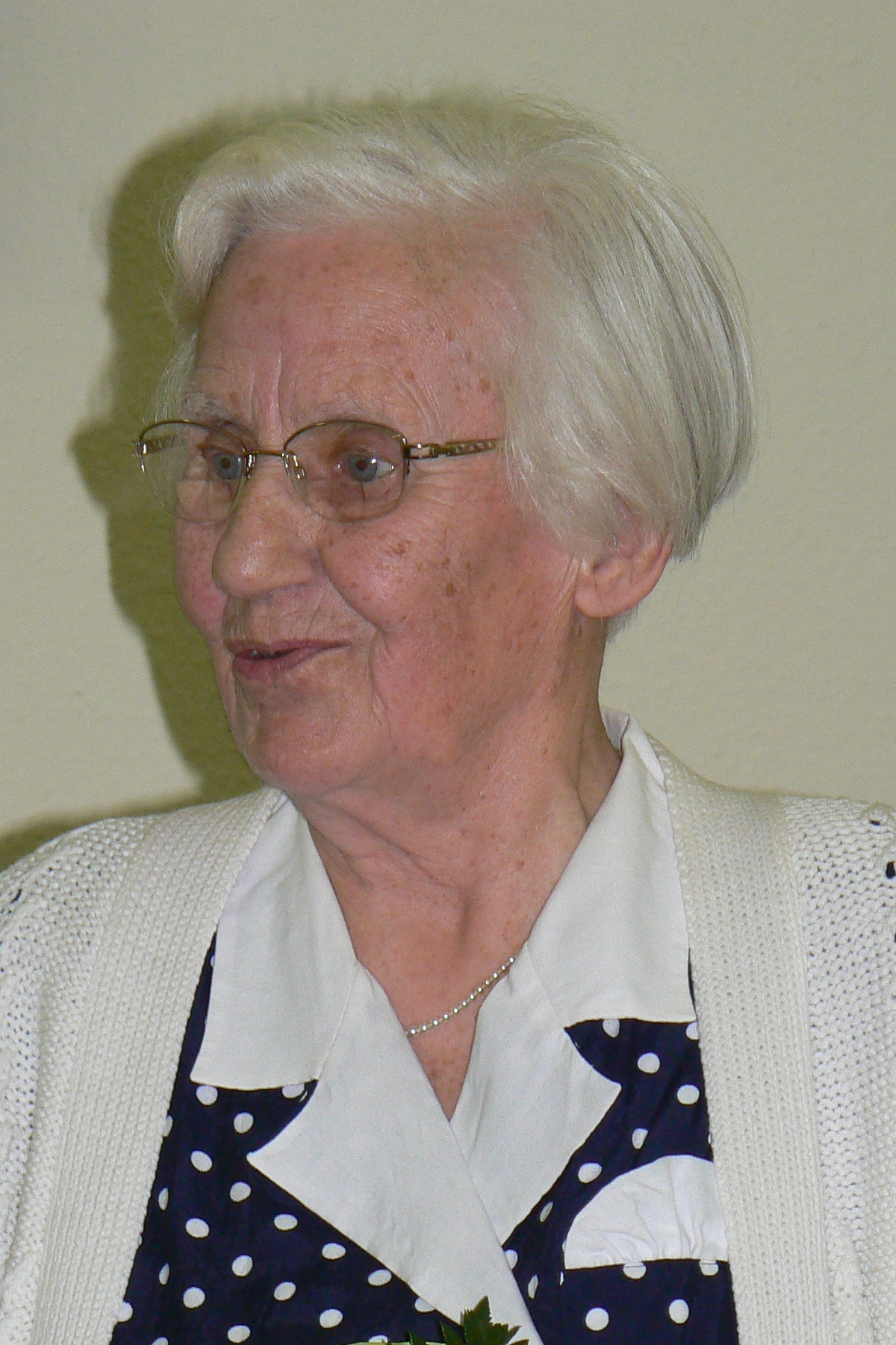
Ursula Kurz (2012)

Ursula Kurz (* 25. Januar 1923 in Wittenburg als Ursula Koch; † 16. Juli 2018 ebenda) war eine plattdeutsche Lyrikerin. Sie benutzte das Pseudonym UKW (Ursula Kurz Wittenburg).

## Leben
Ursula Kurz beendete eine zehnjährige Schulausbildung mit dem Abschluss „Mittlere Reife“. Anschließend erlernte sie in der Stadtverwaltung Wittenburg den Beruf einer Verwaltungsangestellten und arbeitete dort bis 1947. Danach wurde sie mithelfende Ehefrau in der Buch- und Papierwarenhandlung ihres Ehemannes Karl Kurz in Wittenburg und widmete sich intensiv der Erziehung ihrer vier Kinder. Von 1972 bis 1976 war sie Leiterin der Arbeitsgemeinschaft „Pflege der plattdeutschen Sprache“ an der Wittenburger Schule und organisierte mit Erfolg öffentliche Auftritte ihrer Schüler.
Seit ihrer eigenen Schulzeit schrieb sie Gedichte. Später kamen Erzählungen und Kurzgeschichten in plattdeutscher Sprache hinzu. In ihren Werken griff sie Probleme der Gegenwart auf, beschrieb das Leben und das Zusammenleben der Menschen und die Natur im Wechsel der Jahreszeiten. Viele ihrer Gedichte bezeugen ihre große Zuneigung zu Kindern – sie schrieb nicht nur über, sondern auch für sie. Damit erfüllte sie das besondere Anliegen, die plattdeutsche Literatur auch den Kleinsten zu vermitteln und an die nächste Generation weiterzugeben. So sind ihre Gedichte auch in Schulbüchern enthalten.
Über 20 Komponisten und Liedermacher haben mehr als 300 ihrer schönsten Gedichte vertont und auf CD und in Hörbüchern veröffentlicht.
Für ihr Lebenswerk wurde sie 1998 mit dem Johannes-Gillhoff-Preis ausgezeichnet. 1999 erhielt sie eine Ehrenurkunde des Ministerpräsidenten des Landes Mecklenburg-Vorpommern, Harald Ringstorff. 2000 wurde ihr der Ehrenpreis der Stadt Wittenburg für erfolgreiches Wirken auf kultureller Ebene verliehen. 2007 überreichte ihr der Landrat des Landkreises Ludwigslust die Ehrenurkunde für ehrenamtliches, engagiertes Wirken und besondere Verdienste in der Kultur- und Heimatpflege.
Am 7. November 2012 erhielt sie in Stavenhagen anlässlich des 202. Geburtstages von Fritz Reuter den Fritz-Reuter-Literaturpreis 2012. Dieser Preis wurde ihr durch den Bürgermeister Bernd Mahnke, den Vorstandsvorsitzenden der Sparkasse Neubrandenburg-Demmin Peter Siebken und die Direktorin des Fritz-Reuter-Literaturmuseums Stavenhagen Cornelia Nenz für ihren Gedichtband Ein Handvull Glück überreicht.
„Mit Ursula Kurz ist die wohl größte zeitgenössische Dichterin des plattdeutschen Sprachraumes von uns gegangen. Wir haben sie sehr verehrt, viel von ihr gelernt und sind ihr unendlich dankbar!“

## Werke
- Heimatbiller (Selbstverlag, 1984)
- Heimatleiw (Selbstverlag, 1986)
- Heimatkläng’n (Selbstverlag, 1988)
- Ollwiewersommer (Selbstverlag, 1990)
- DU UN ICK (Eichenverlag Hagenow, 1994)
- Plietsch möt’n sin (Hinstorff Verlag Rostock, 1998)
- Ick fleut di wat! (Hinstorff Verlag Rostock, 2007)
- Dor hett 'n Ul säten (BS-Verlag-Rostock A. Bruhn, 2010)
- Ein Handvull Glück (BS-Verlag-Rostock A. Bruhn, 2011)
- Wo nich blot Boddervagels lacht (BS-Verlag-Rostock A. Bruhn, 2014)

## Veröffentlichungen in Anthologien (Auswahl)
(Hinstorff Verlag GmbH Rostock)
- 1980 Up Platt is ock hüt noch wat – Christa Prowatke
- 1984 Ick weit ein Land – Jürgen Grambow und Wolfgang Müns
- 1987 In’n Wind gahn – Christa Prowatke
- 1988 Dat du mien Leewsten büst – Heike Müns
- 1992 Pusteblomen – Anna-Margarete Zarenke und Gerd Richardt
- 1993 Keen Tiet för den Maand – Johann Diedrich Bellmann
- 1996 bis 2019 Voß und Haas – Norddeutscher Heimatkalender – Hartmut Brun
- 1998 Lüttstadtland Westmecklenburg (Bildband) – Jürgen Borchert
- 2000 Schmökern, Schmüüstern, Schnacken – Stiftung Mecklenburg in Ratzeburg
- 2001 Fustdick achter de Uhren – Stiftung Mecklenburg in Ratzeburg
- 2002 Hier ist nicht Spiel noch Nachahmung, Gillhoff-Preisträger, ein Lesebuch – Hartmut Brun
- 2003 Versök dat eis up Platt – Stiftung Mecklenburg in Ratzeburg

(andere Verlage)
- 1990 Der Hausesel – Johannes Erich Flade, wissenschaftliche Beiträge – Ziemsenverlag Wittenberg
- 1994 Wat ick di vertellen mücht – Volkskulturinstitut Mecklenburg und Vorpommern im Kulturbund e.V.
- 1997 bis 2011 Mecklenburgischer Kirchenkalender – Stock & Stein Verlag/Obotritendruck (Schwerin)
- 1997 Wittenburg in alten Ansichten (Bildband) – Margret Hacker, Verlag SUUM CUIQUE  Laibach/Slowenien
- 1998 Wat möt, dat möt – Jürgen Borchert, Kulturinitiative Maurine-Radegast e.V., Rehna
- 2000 Hundert Dichters – Stichting International Forum, Leiden/Niederlande
- 2000 Dat Riemelbook – Frederike Remm, Quickborn-Verlag Hamburg
- 2000, 2001, 2002, 2003, 2004, 2005 – Pampower norddeutsche Liederhefte von Eberhard Barbi (Nordwindpress)
- 2001 Wi sünd de lütt Plattsnakers – Prof. Dr. Irmtraud Rösler, niederdeutsches Kinderliederbuch, Altstadtdruck Rostock
- 2001 Koppheister – Bolko Bullerdick, Quickborn-Verlag Hamburg,
- 2001 Wittenburg – Bilder erzählen – Margret Hacker, Geiger-Verlag, Horb am Neckar
- 2010 Pustewind – Frederike Remm, Quickborn-Verlag Hamburg

Weitere Veröffentlichungen in
- Heimatzeitschriften (Mecklenburg-Magazin, Heimathefte MV, Kiekut u. a.)
- Rundfunk und Fernsehen
- Tageszeitungen und Zeitschriften
- CD (2003) „Fang dat Daagwark an mit Hoegen.“ Lieder nach Texten von Ursula Kurz, komponiert und gesungen von Wolfgang Kniep
- diversen CD und Hörbüchern